# Niên thú
Niên Thú (giản thể: 年兽, phồn thể: 年獸, bính âm: nián shòu) là một sinh vật trong thần thoại Trung Quốc. Ký tự Niên (年) trong tiếng Trung Quốc có nghĩa là "năm" trong ngày tháng năm. Các nguồn đề cập đến Niên như một sinh vật xuất hiện sớm nhất vào đầu thế kỷ 20, cho nên không rõ liệu sinh vật Niên là một phần của thần thoại dân gian truyền thống hay chỉ là một câu chuyện truyền miệng được ghi lại vào đầu thế kỷ 20. Niên là một phần quan trọng trong lễ hội năm mới tại Trung Quốc, các học giả lý giải nó là lý do đằng sau một số truyền thống trong ngày lễ này như mặc quần áo màu đỏ và tạo ra tiếng ồn từ trống và pháo hoa.

## Thần thoại

### Lịch sử ra đời
Tương truyền rằng, ngày xửa ngày xưa ở Trung Quốc có con thú dữ gọi là "Niên ", trên đầu mọc sừng, hết sức hung dữ. Thú "Niên " quanh năm suốt tháng sống dưới đáy biển, cứ đến Đêm giao thừa thì nó mới lên bờ để giết súc vật và hại người.
Vì vậy, cứ đến ba mươi Tết, già trẻ gái trai trong các làng trại đều phải chạy vào rừng sâu núi thẳm khỏi bị thú dữ "Niên " làm hại.

### Truyền thuyết
Có năm vào ba mươi Tết, giữa lúc bà con trong thôn Hoa Đào đang dìu già dắt trẻ lên núi lánh nạn, thì thấy một cụ ăn xin bước vào thôn. Bà con trong thôn người thì khóa chặt nhà cửa, người thì thu dọn đồ đạc, có người dắt cả trâu và cừu đi, đâu đâu cũng là tiếng la hét của người và tiếng hí của ngựa, không ai để ý và quan tâm tới cụ ăn xin này.
Chỉ có một cụ bà ở phía Đông đầu thôn Hoa Đào cho cụ ăn xin này một ít thực phẩm, đồng thời khuyên cụ nhanh chóng lên núi để tránh thú dữ "Niên", cụ vừa cười vừa nói rằng: "Nếu bà cho tôi ở lại nhà bà một đêm, tôi nhất định có thể đuổi "Niên thú" ra khỏi thôn này".
Giữa đêm, thú dữ "Niên" xông vào thôn Hoa Đào. Nó thấy bầu không khí trong thôn khác với mọi năm, nhà của cụ bà ở phía Đông đầu thôn, trên cửa có dán giấy đỏ, trong nhà thắp nến sáng trưng. Khiến thú dữ "Niên" hoảng sợ run lẩy bẩy và thét lên tiếng nghe rất lạ.
Thú dữ "Niên" căm phẫn nhìn chằm chằm vào nhà của cụ bà một lúc, rồi gầm thét xông vào nhà. Khi đến trước cửa nhà, trong sân đột nhiên vang lên tiếng nổ 'đùng đùng', khiến "Niên" run sợ không dám xông vào nữa.
Hóa ra, thú dữ "Niên" rất sợ màu đỏ, ánh lửa và tiếng nổ. Lúc đó, cánh cửa của nhà cụ bà mở ra, chỉ thấy trong sân vườn có một cụ ông choàng áo đỏ đang cười ha hả. Thú dữ "Niên" cảm thấy rùng rợn, hoang mang tháo chạy.
Ngày hôm sau là mồng một Tết, bà con lên núi lánh nạn trở về thôn Hoa Đào thấy mọi điều trong thôn bình an vô sự, cảm thấy hết sức kinh ngạc. Lúc này, cụ bà dường như mới sực nhớ ra, liền kể lại cho bà con về những lời cam kết của cụ ăn xin nói trên.
Để chúc mừng những điều tốt lành, bà con trong thôn tưng bừng phấn khởi, ai nấy đều mặc áo mới và đội mũ mới, đến nhà họ hàng và bạn bè chúc mừng nhau và thăm hỏi lẫn nhau. Sau đó việc này đã truyền khắp thôn Hoa Đào một cách nhanh chóng, làm cho mọi người đều biết áp dụng biện pháp để xua đuổi thú dữ "Niên".

### Phong tục đời sau
Thế là cứ vào ba mươi Tết, nhà nào nhà nấy đều dán câu đối đỏ, đốt pháo hoa, thắp đèn rực rỡ sáng trưng, đón chào Đêm giao thừa. Sáng mồng một Tết, mọi người đi thăm lẫn nhau, chúc mừng nhau. Chính vì thế tập tục này ngày càng được phổ biến rộng rãi và trở thành ngày Tết cổ truyền long trọng nhất của người dân Trung Quốc.